# Arkadiusz Piech
Arkadiusz Piech (Świdnica, Polonia, 7 de junio de 1985) es un futbolista polaco que juega de delantero en el Piast Nowa Ruda de la IV Liga de Polonia.

## Carrera
Arkadiusz Piech debutó en Polonia Świdnica de su ciudad natal, aunque en la temporada 2008-09 se marchó en condición de cedido al Widzew Łódź. Posteriormente recibió una oferta del Ruch Chorzów, debutando el 27 de febrero de 2010 con el conjunto silesio en la Ekstraklasa, la máxima categoría futbolística de Polonia.
Después de haber sido titular en cerca de ochenta partidos y haber encajado 24 goles, Piech fichó por el Sivasspor turco en enero de 2013. Sin embargo regresó a Polonia en verano del mismo año, uniéndose a la plantilla del Zagłębie Lubin. Tras el descenso a la I Liga del Zagłębie, el Legia de Varsovia optó por comprar a Arkadiusz Piech, el cual fue cedido al GKS Bełchatów a principios de 2015. Tras un par de años en Chipre, en 2017 se une a las filas del Śląsk Wrocław hasta 2019.

## Carrera internacional
Piech debutó con la selección polaca el 16 de diciembre de 2011, en un partido contra Bosnia-Herzegovina.
Fue elegido jugador del año de la Ekstraklasa en la temporada 2011-12; no obstante, Piech no fue convocado por la selección polaca para competir en la Eurocopa de 2012 celebrada conjuntamente por Polonia y Ucrania.
Después de que Waldemar Fornalik asumiera el cargo de entrenador de la selección, Piech comenzó a ser llamado con regularidad, y fue el segundo jugador polaco en anotar más goles tan solo por detrás de Robert Lewandowski.

## Tabla de equipos
| Equipo            | País    | Año           |
| ----------------- | ------- | ------------- |
| Polonia Świdnica  | Polonia | 2004-2009     |
| Widzew Lodz       | Polonia | 2008-2009     |
| Ruch Chorzów      | Polonia | 2009-2012     |
| Sivasspor         | Turquía | 2013          |
| Zagłębie Lubin    | Polonia | 2013-2014     |
| Legia de Varsovia | Polonia | 2014-2016     |
| GKS Bełchatów     | Polonia | 2015          |
| AEL Limassol FC   | Chipre  | 2016          |
| Apollon Limassol  | Chipre  | 2016-2017     |
| Śląsk Wrocław     | Polonia | 2017-2019     |
| Odra Opole        | Polonia | 2019-2022     |
| Górnik Polkowice  | Polonia | 2022-2023     |
| Korona Piaski     | Polonia | 2024          |
| Piast Nowa Ruda   | Polonia | 2024-presente |